# Закс, Михаэль Эмиль
Михаэль Эмиль Закс (нем. Michael Emil Sachs; 1836, Хадамар, Германия — 9 июля 1893, Гармиш-Партенкирхен) — немецкий ландшафтный живописец.

## Биография
Михаэль Эмиль Закс родился в Хадамаре (герцогство Нассау) в 1836 году.
Учился в 1855—1858 гг., у Иоганна Вильгельма Ширмера (Wilhelm Schirmer 1807—1863) в Карлсруэ; затем, до 1860 — у О. Ахенбаха в Дюссельдорфе. В 1860—1865 гг. он оставался в Висбадене, а затем переселился в Партенкирхен в Баварии, на границе с Австрией. Здесь Михаэль Э. Закс руководил местным училищем, в котором обучали резьбе по дереву.
Пейзажи художника, написанные в областях Рейна и Лана, в нагорьях Айфель и Таунус в центральной Германии, а также в Баварских Альпах, отличаются поэтичностью выбранных мотивов. В них есть верность в деталях, и очень чувствуется жизненная сила природы.
Михаэль Эмиль Закс умер 9 июля 1893 года в Гармиш-Партенкирхене.

## Галерея

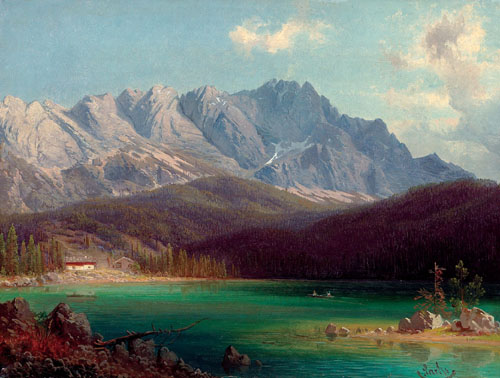
Немецкий горный пейзаж с озером.
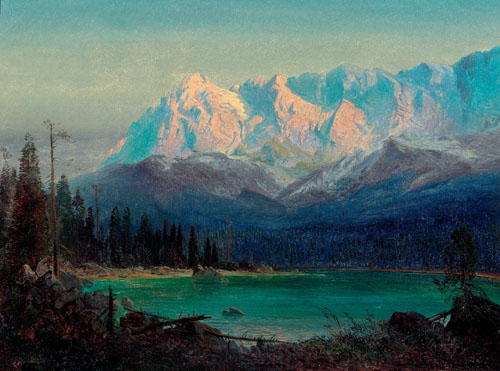
Немецкий горный пейзаж с озером 2.
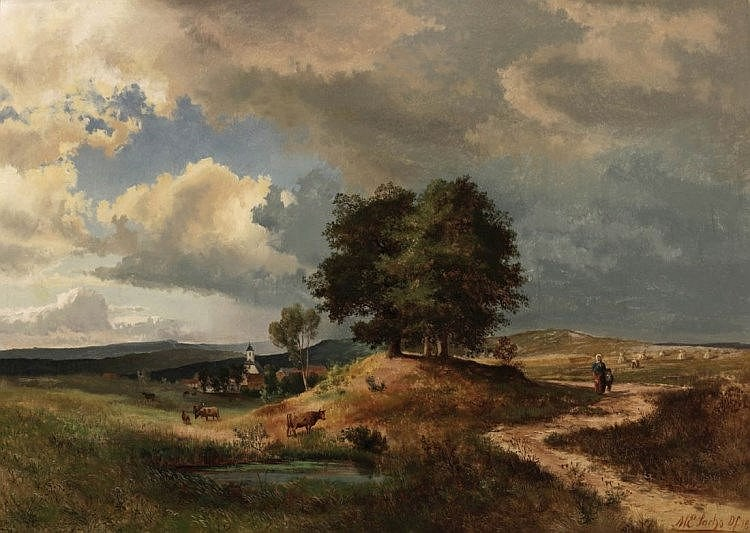
Айфель. Пейзаж с церковью.

## Источник
- Сомов А. И. Захс // Энциклопедический словарь Брокгауза и Ефрона : в 86 т. (82 т. и 4 доп.). — СПб., 1890—1907.